# 楠田丘
楠田 丘（くすだ きゅう、1923年3月29日 - ）は、日本の官僚、労働問題研究者。
熊本県出身。1948年九州帝国大学理学部数学科卒、労働省に入り、1962年統計業務指導官、1965年経済企画庁経済研究所主任研究官、1968年アジア経済研究所主任調査研究員、1970年退官、日本賃金センター研究主任、1981年代表幹事。1980年日本生産性本部理事、1984年日本雇用処遇センター所長。1994年産労総合研究所。日本賃金研究センター代表幹事。

## 著書
- 『職務給・職能給導入の手引 導入作業の手順と進め方』産業労働調査所　1966
- 『能力考課と賃金 新制度導入の手引』産業労働調査所 1967
- 『賃金額の算出』日本労働協会 テキスト双書 1969
- 『賃金近代化の政策と技法 考え方と作業の手順』産業労働調査所 労使のための入門書　1969
- 『職種別職能給導入の手引 技能度による職能資格別賃金の提唱』産業労働調査所 1970
- 『賃金管理の近代化 将来への展望と条件』日本労働協会 JIL文庫 1971
- 『賃金表の作り方・調整の仕方 ベ・アと昇給の理論と実際』産業労働調査所 賃金ガイドシリーズ 1971
- 『仕事を基準とした新しい人事考課 考課者訓練とフィードバックのあり方』産業労働調査所 賃金ガイドシリーズ 1972
- 『賃金テキスト 新しい賃金入門』産業労働調査所 賃金ガイドシリーズ 1972
- 『アジア諸国の賃金事情』アジア経済研究所 1973
- 『職能資格制度 その設計と運用』産業労働調査所 賃金ガイドシリーズ 1975
- 『生産性と賃金』日本生産性本部 1975
- 『生涯賃金プラン 生涯労働と賃金体系』産業労働調査所 賃金ガイドシリーズ 1977
- 『賃金管理実務入門 教科書基礎から応用まで』労務行政研究所 1977
- 『新時代の賃金体系 設計と改善のためのマニュアル』産業労働調査所 賃金ガイドシリーズ 1978
- 『ベア・定昇の実際 春闘手引き 自社診断から配分まで』産業労働調査所 1980
- 『管理職の賃金 新しい昇進処遇システムの再編』産業労働調査所 賃金ガイドシリーズ 1981
- 『人事考課の手引』日本経済新聞社 日経文庫 1981
- 『能力主義による終身雇用の再設計』日本能率協会 1981
- 『育成型人事考課のすすめ』日本生産性本部 1984
- 『業績と賃金 成果の公正配分』産業労働調査所 賃金ガイドシリーズ 1985
- 『職務調査の理論と方法 人材の評価・育成・処遇の基準』産業労働調査所 1985
- 『生計費と賃金 生涯生活の充足をめざして』産業労働調査所 賃金ガイドシリーズ 1985
- 『新・終身雇用時代の人事・処遇・賃金』社会経済国民会議 セクジェ・マネジメントブック　1987
- 『職能資格制度と昇格,昇進そして昇給 公正な人事・賃金を目ざして』産業労働調査所 1988
- 『管理職・専門職の賃金 新しい昇進処遇システムの再編』産業労働出版協会 賃金ガイドシリーズ 1989
- 『新人材時代の職能資格制度』日本生産性本部労働情報センター 1989
- 『加点主義人事 自己主張と組織活性化で人事革命 挑戦主義、長所主義、育成主義、個別主義、公正処遇の五つの理念』経営書院 1992
- 『クオリティーワークへの13の提言 人と企業の共生"新しい勤勉"への挑戦 2001年』経営書院 1992
- 『賃金体系設計マニュアル 設計と改善のためのマニュアル』経営書院 賃金ガイドシリーズ 1992
- 『加点主義人事考課 その理念とシステム』経営書院 賃金ガイドシリーズ 1993
- 『成果主義賃金 日本型雇用システムにあったこれからの賃金制度』経営書院 1997
- 『新しい人事評価マニュアル』新日本法規出版 2000
- 『賃金とは何か 戦後日本の人事・賃金制度史 楠田丘オーラルヒストリー』石田光男監修・解題 中央経済社 2004
- 『人を活かす人材評価制度』産労総合研究所出版部経営書院 2006

### 共編著
- 『経営統計の見方・使い方』深田正夫共著 同文館出版 1965
- 『所得政策』丸尾直美共著 日本生産性本部 1967
- 『アジアの労働市場』編 アジア経済研究所 1973
- 『人事考課 これからの設計/活用のしかた』久保淳志共著 経林書房 1975
- 『実務賃金体系 つくり方・すすめ方』久保淳志共著 経林書房 1977
- 『人事・処遇の診断と処方 トータル・システムづくりの手順』編著 日本生産性本部 1982
- 『定年延長の時代に即応する賃金システムと処遇』久保淳志共著 経営実務出版 1985
- 『職能資格制度 人事スタッフが推進する』平井征雄共著 中央経済社 1986
- 『日本型業績年俸制の手引』武内崇夫共著 経営書院 1994
- 『人材成長アセスメント 管理職・専門職・専任職を育てる』野原茂共著 経営書院 1995
- 『病院職種別等級別職能要件書マニュアル全集 解説・活用、事例』斎藤清一共著 経営書院 1996
- 『病院能力主義人事の進め方 職能要件書活用の手引』斎藤清一共著 経営書院 1996
- 『婦長・主任のための部下育成の手引き 職能要件書活用実務マニュアル』斎藤清一共著 経営書院 1997
- 『役割評価の手引き 成果主義賃金導入の鍵』野原茂共著 経営書院 1997
- 『看護職の人材育成と人事考課のすすめ方 看護スタッフの能力開発を目指して』斎藤清一共著 経営書院 1998
- 『成果主義導入のための目標面接の手引き』斎藤清一共著 経営書院 1998
- 『新しい人事・労務管理システム 21世紀に向けて 賃金』編著 新日本法規出版 1998
- 『能力主義人事』編著 新日本法規出版 新しい人事・労務管理システム 21世紀に向けて 1998
- 『介護保険施設(老健・特養)のための職種別等級別職能要件書マニュアル全集 解説・活用、事例』斎藤清一共著 産労総合研究所出版部経営書院 1999
- 『日本型成果主義 人事・賃金制度の枠組と設計』編 生産性出版 2002
- 『人材社会学 輝かしき明日をめざす』編 産労総合研究所出版部経営書院 2011

## 論文
- <楠田丘